# Norman Tebbit
Norman Tebbit, barone Tebbit (Londra, 29 marzo 1931 – Londra, 7 luglio 2025), è stato un politico britannico, membro del partito conservatore britannico, Pari del Regno Unito a vita con il titolo di Barone Tebbit di Chingford con un seggio alla Camera dei Lord.

## Biografia
Nato da una famiglia della classe operaia nel quartiere londinese di Enfiled, iniziò a lavorare come giornalista per il Financial Times. Durante il servizio militare fu pilota della RAF. 
Nel 1953, lasciate le forze armate, divenne pilota della British Airways. In quel periodo fu molto attivo nelle organizzazioni confederali dei piloti.
Nel 1970 venne eletto per la prima volta alla Camera dei Comuni tra le file del partito conservatore. Convinto e leale sostenitore di Margaret Thatcher, ne sostenne la leadership. Nel 1979 entrò nel governo come sottosegretario al Commercio. Nel rimpasto del settembre 1981 fu promosso Ministro del Lavoro.

### Ministro del Lavoro (1981-1983)
La signora Thatcher aveva bisogno di un Ministro del Lavoro più compiacente e vicino alle proprie posizioni sul ruolo delle organizzazioni sindacali. La crescita della disoccupazione del triennio precedente al 1981 aveva causato numerosi scioperi e alcune rivolte (come quelle di Birmingham e di Brixton, un quartiere di Londra). Al congresso del partito conservatore del 1981, Tebbit lanciò un duro attacco alla pratica delle rivolte urbane in quello che verrà definito dagli avversari laburisti il "discorso della bicicletta". Costituiva oggetto di scherno un passaggio del discorso di Tebbit, in cui ricordava suo padre e gli anni della Grande depressione:
Da ministro del Lavoro, lavorò ad una riforma delle Trade Unions che divenne legge nel 1982: tra le novità, fu stabilita l'elezione a scrutinio segreto dei dirigenti sindacali delle fabbriche, e l'obbligo di votazione, anch'essa segreta, sulla proclamazione degli scioperi. Furono promosse inoltre norme incentivanti l'assunzione di lavoratori non iscritti al sindacato, e la possibilità per le imprese di avviare azioni civili contro dirigenti sindacali in caso di danni ingenti alla produzione in caso di sospensione del lavoro.

### Ministro dell'Industria (1983-1985)
Nell'ottobre 1983, Tebbit fu chiamato a sostituire il dimissionario Cecil Parkinson al ministero dell'Industria. Nell'ottobre 1984, a Brighton, in occasione del congresso annuale del partito, fu vittima di un attentato del Provisional IRA: alle 3 di mattina del 12 ottobre una bomba esplose al Grand Hotel di Brighton, uccidendo cinque deputati. Norman Tebbit fu ferito e la moglie Margaret rimase paralizzata.

### Presidente del Partito (1985-1987)
Nel settembre 1985 divenne Presidente del Partito Conservatore e Cancelliere del Ducato di Lancaster. Organizzò la campagna elettorale del 1987 che portò alla terza vittoria consecutiva dei conservatori. Nel luglio dello stesso anno, lasciò gli incarichi governativi per dedicare più tempo alla moglie. Nel 1992 divenne membro della Camera dei Lord.

### Pari del Regno Unito (post-1992)
Anche dopo il ritiro dalla scena politica, Tebbit si fece notare in più di una circostanza per le sue prese di posizione, alcune delle quali particolarmente controverse. Molto scalpore fu suscitato dal cosiddetto "Tebbit test", per cui gli immigrati provenienti da paesi appartenenti al Commonwealth avrebbero dovuto giurare fedeltà alla squadra di cricket britannica anziché sostenere la propria nazionale. Non sono passati inosservati i suoi attacchi all'Unione europea, in particolare al Trattato di Maastricht. Tra le sue ultime dichiarazioni si oppose alle leggi emanate dal governo laburista sul riconoscimento e sulla tutela dei diritti delle coppie omosessuali e dei transessuali.